# Carbonate de cobalt(II)
Le carbonate de cobalt(II) est un composé chimique de formule CoCO3. Il se présente sous la forme d'une poudre cristallisée rougeâtre paramagnétique, insoluble dans l'eau mais rapidement attaqué par les acides minéraux. C'est un intermédiaire dans la purification hydrométallurgique du cobalt à partir de ses minerais. Il s'agit d'un pigment inorganique et est un précurseur de catalyseurs. La forme disponible commercialement est un carbonate de cobalt(II) basique violet pâle de formule CoCO3(Co(OH)x(H2O)y et de numéro CAS 12069-68-0.

## Production et principales réactions
On le prépare en chauffant du sulfate de cobalt(II) CoSO4 avec une solution de bicarbonate de sodium NaHCO3. 
La calcination du carbonate de cobalt(II) CoCO3 conduit à l'oxyde de cobalt(II,III) Co3O4 :
3 CoCO3 + 1/2 O2 → 3 CO2 +  Co3O4.
Il est facilement attaqué par les acides minéraux, par exemple par l'acide chlorhydrique HCl (aq) :
CoCO3 + 2 HCl + 5 H2O → [Co(H2O)6]Cl2 + CO2.

## Applications
Le carbonate de cobalt(II) est un précurseur de l'octacarbonyle de dicobalt Co2(CO)8, un catalyseur utilisé dans une synthèse organique et en chimie des composés organométalliques.
Il peut également être utilisé comme complément alimentaire, dans la mesure où le cobalt est un oligo-élément.
Il est enfin employé pour réaliser des glaçures sur céramiques, notamment dans le cas de la faïence de Delft.